# Сержипи
Сержѝпе (на португалски: Sergipe, изговаря се по-близко до Сержипи) е един от 26-те щата на Бразилия. Разположен е в североизточната част на страната. Столицата му е град Аракажу. Сержипе е с население от 1 970 371 жители (прибл. оц. 2006 г.) и обща площ от 21 910,35 км².